# Captain Kidd's Kids
Captain Kidd's Kids es un cortometraje cómico estadounidense de 1919. Está dirigido por Hal Roach e interpretado por Harold Lloyd y Bebe Daniels, siendo la última vez que la actriz actuó junto a Lloyd de coprotagonista.
La película se estrenó el 30 de noviembre de 1919.

## Argumento
Tras una noche de juerga en su apartamento, el Chico (Harold Lloyd) recibe una llamada telefónica de su prometida (Bebe Daniels), para informarle de que ha llegado a oídos de su madre (Helen Gilmore) la francachela corrida la noche anterior y se embarcan hacia las islas Canarias, anulándose la boda.
El Chico, en compañía de su criado (Snub Pollard), marcharán tras ellas.

## Reparto
- Harold Lloyd como el Chico;
- Bebe Daniels como la Chica;
- Snub Pollard como el criado;

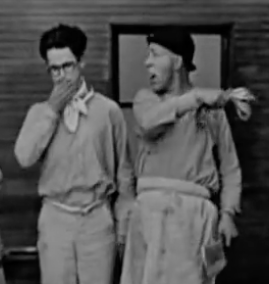
Harold Lloyd y Fred C. Newmeyer en una escena del film.

- Fred C. Newmeyer como el cocinero chino;
- Helen Gilmore como la madre de la Chica.